# Bevrijding van Hoogstraten

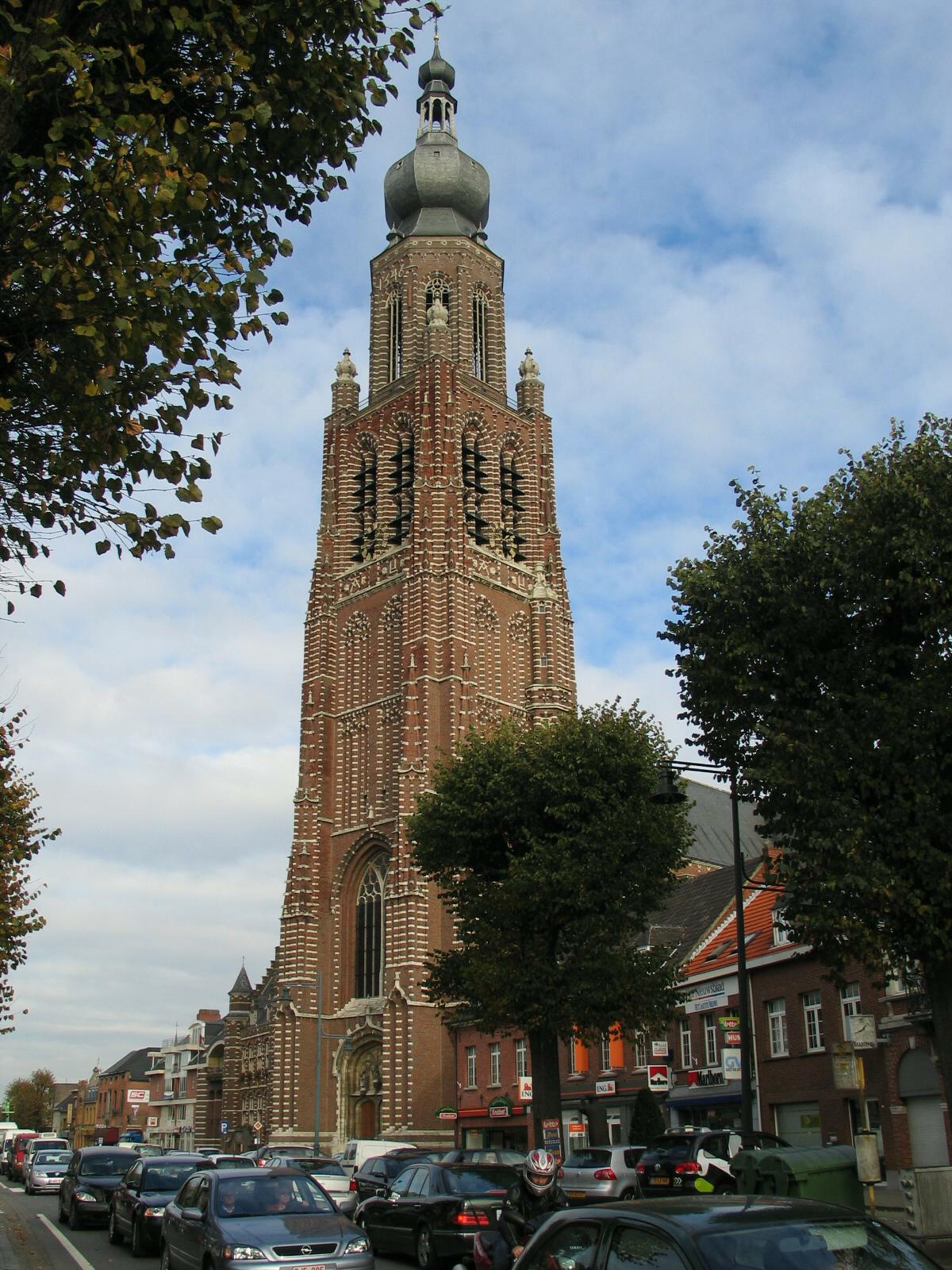
De 104 meter hoge kerktoren werd gebruikt als uitkijkpost. Uit de raampjes van de grote bol hingen telefoondraden naar het nabijgelegen hoofdkwartier op de Vrijheid.

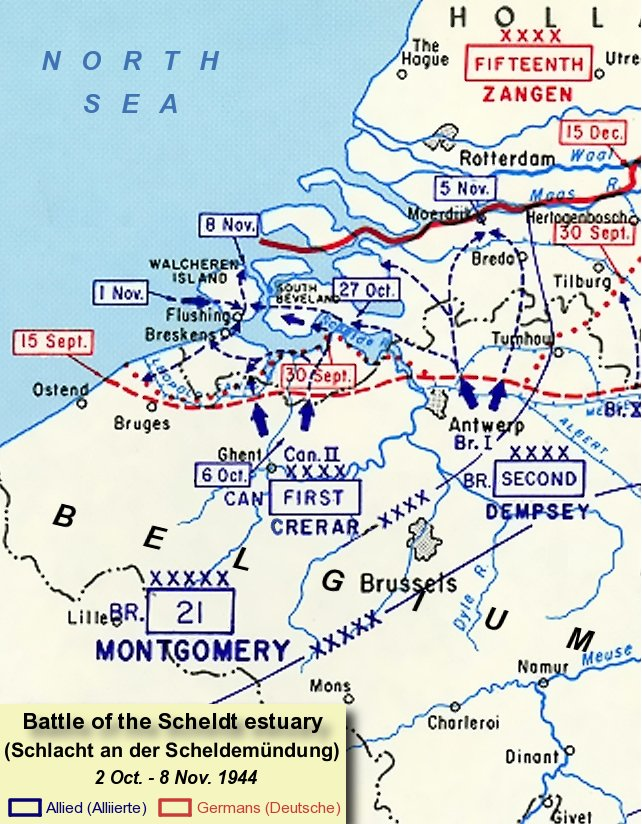
Kaart van de 'Slag om de Schelde' en 'Operatie Pheasant'

De bevrijding van Hoogstraten vond plaats op 23 oktober 1944. Na de bevrijding van Antwerpen op 4 september 1944 waren de verwachtingen in Hoogstraten hooggespannen om snel bevrijd te worden. De realiteit bleek echter anders.

## Situatieschets
De bevrijding van Antwerpen kwam voort uit een strategische kans die Montgomery greep. Het 15e Duitse Leger trok zich langs de kust terug naar het noorden, wat een zwakke plek tussen het 15e en 7e Leger creëerde. Hierdoor konden Brussel en Antwerpen snel bevrijd worden. Door het stilvallen van de geallieerden gebruikte het 15e Leger de gelegenheid om via Breskens te ontsnappen en met een omweg, hiervoor werden alle bussen in de provincie Noord-Brabant opgevorderd, hun posities achter het Albertkanaal te versterken. Tegenstander van Montgomery was generaal Gustav-Adolf von Zangen die zijn hoofdkwartier in Dordrecht had. Dit had tot gevolgd dat er nog een Slag om de Schelde moest uitgevochten worden. Na de Slag om Geel gaf Hitler het 15e Leger het bevel om zich langs het kanaal Dessel-Turnhout-Schoten terug te trekken en deze linie koste wat kost te verdedigen. Dit alles vertraagde de bevrijding van Hoogstraten aanzienlijk.
In de nacht van 24-25 september staken de Britten het kanaal Schoten-Dessel over en vormden een bruggenhoofd bij Rijkevorsel, waardoor Merksplas-Kolonie werd bevrijd, mede dankzij de heldenmoed van John William Harper. Generaal Maczeks 1e Pantserdivisie maakte een positiewissel van Zeeuws-Vlaanderen naar het bruggenhoofd bij Rijkevorsel om daar de strijd verder te zetten.
Operatie Pheasant werd op 20 oktober gestart om het noorden van Antwerpen en de provincie Noord-Brabant te bevrijden, met als hoofddoel de haven van Antwerpen operationeel te maken. Operatie Pheasant eindigde begin november 1944, waardoor het front was verplaatst tot aan de grote rivieren in Nederland.

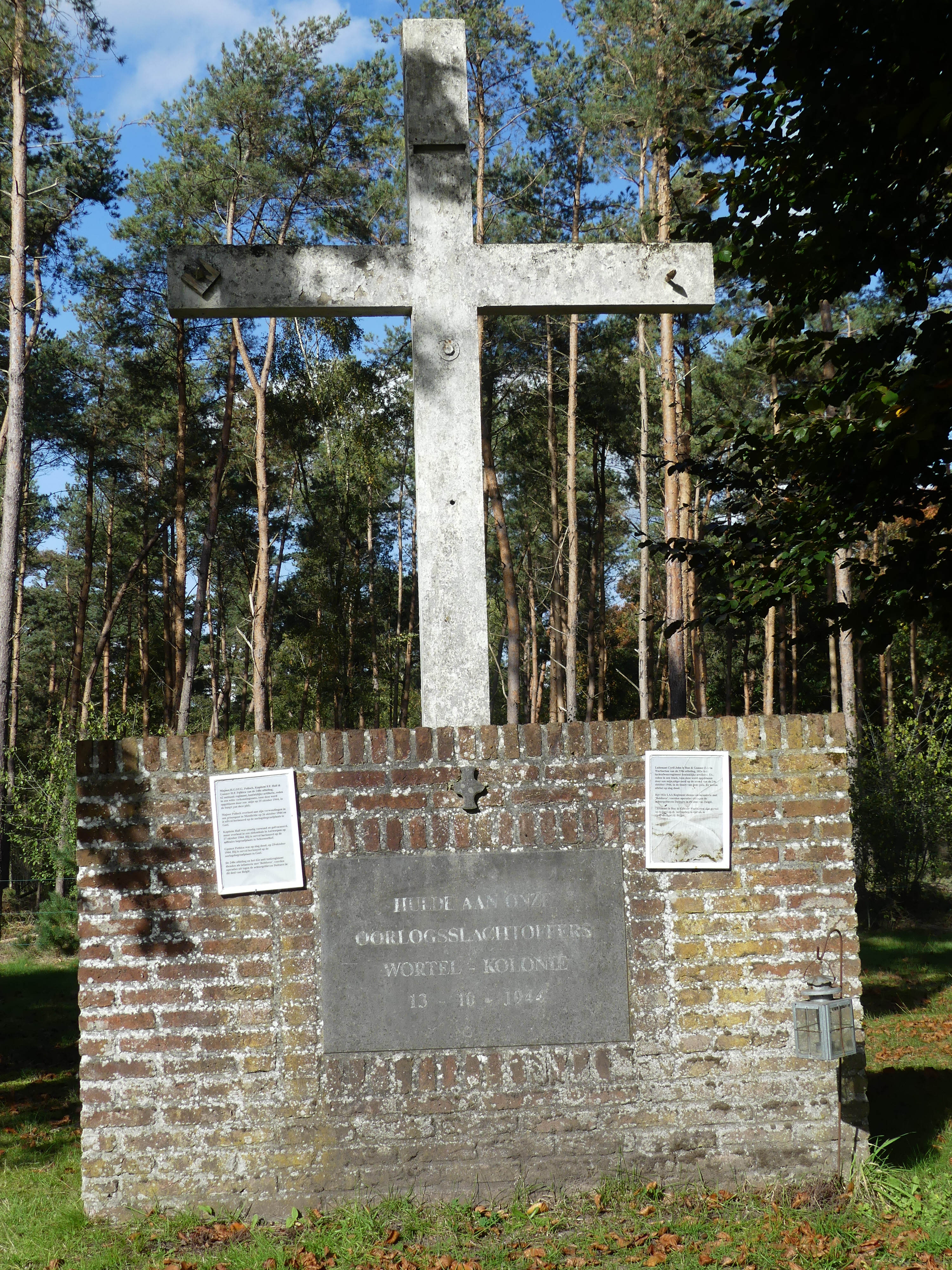
Monument voor de soldaten van Bobforce die in Wortel-Kolonie met hun auto op een landmijn reden

## Omsingeling van Hoogstraten
De bevrijding van Hoogstraten was mogelijk door het bruggenhoofd bij Rijkevorsel. Vanuit dit bruggenhoofd trokken de Polen langs het kanaal richting Merksplas, waarna ze naar het noorden afbogen. De opmars stagneerde bij Baarle-Hertog, waarschijnlijk door de versterkingen van de 719e Divisie en de wisseling in het Duitse commando, waarbij Karl Sievers werd vervangen door Rudolf Goltzsch en drie dagen later door Felix Schwalbe. In Hoogstraten zelf bevond zich de 711e Divisie onder leiding van Josef Reichert, die de opdracht had om het gebied in het noorden van Rijkevorsel te houden. Met de Sint-Katharinakerk had hij een zicht tot 5 km ver waardoor de artillerie heel precies kon aangestuurd worden. Aan de geallieerde kant werd Bobforce, een tijdelijke formatie met beperkte offensieve kracht, ingezet om de Duitse troepen bij de zuidgrens van Hoogstraten vast te houden. Dit leidde tot een patstelling aan het front die wekenlang onveranderd bleef. Ondertussen wisten de Polar Bears aan de westkant van Hoogstraten door te stoten naar Sint-Lenaarts en Brecht, waarna ze naar het noorden trokken en de bevrijding van Wuustwezel konden verwezenlijken.
Op 23 oktober kregen de geallieerden versterking van de Amerikaanse Timberwolves-divisie die in Wuustwezel in de plaats van de Polar Bears kwamen, wat de slagkracht aanzienlijk naar de kant van de geallieerden deed kantelen. Het 413e en 414e Infanterieregiment kwamen in actie terwijl de 415e Infanterieregiment in reserve bleef. In totaal had de divisie 40.000 manschappen.
Door de snelle noordwaartse flankbewegingen ten westen en oosten van Hoogstraten, gecombineerd met de trage vooruitgang aan de zuidflank, ontstond er een omsingelingsbeweging vergelijkbaar met de Zak van Falaise. Generaal Maczek bevrijdde Breda op 30 oktober en kon verbinding maken met de Timberwolves in Rijsbergen. Hiermee was de omsingeling gesloten. De Duitsers hadden echter al op 23 oktober de omsingeling weten te ontlopen door het front steeds verder naar het noorden te verplaatsen, waardoor ze een volledige insluiting konden vermijden. De Duitse troepen bliezen tijdens hun terugtocht op 23 oktober om 04:40 de kerktoren op, zoals gebruikelijk was bij een terugtrekking, om te voorkomen dat deze als uitkijktoren door de geallieerden kon worden gebruikt. 

## Kapitein Brackenbury trekt Hoogstraten binnen
Kapitein Brackenbury was een van de drie kapiteins van Bobforce. Hij was aanvoerder van de 308e batterij van het 89e L.A.A. Regiment: "Er werd beslist dat we naar Hoogstraten zouden optrekken. Ik kreeg van de majoor bevel op te rukken langs de hoofdweg... We ontmoetten geen tegenstand meer. Ik reed Hoogstraten binnen op 23 oktober rond een uur of vijf in de namiddag. Daar ontdekte ik dat de weg geblokkeerd werd door het puin van de kerk. Ik lichtte majoor Simpson in en hij volgde al snel met een carrier." Kapitein Brackenbury was eregast bij de viering van 50 jaar bevrijding in 1994. 
Op 24 oktober 1944 bevrijdde de gelegenheidsformatie Bobforce ook Wortel-Kolonie. Tijdens deze operatie lieten enkele soldaten het leven door landmijnen.

## Nasleep van de Vernieling
De omsingeling van Hoogstraten werd mede ingegeven door een verzoek van Ronald Edmond Balfour op 30 september, waarin hij bij het hoofdkwartier van de geallieerden pleitte om de kerk van Hoogstraten te sparen vanwege haar historische waarde. Alhoewel de uitkijktoren enorm hinderlijk was, spaarden de geallieerden de kerk. Helaas hadden de Duitsers niet dezelfde reflex. Op woensdag 25 oktober kwam majoor Balfour naar de ruïnes van de Sint-Katharinakerk voor een inspectie. Hij constateerde dat het puin tot wel drie meter hoog op de straat lag, waarbij slechts langs de huizen een smalle doorgang was vrijgemaakt, net breed genoeg voor een auto.
In de daaropvolgende dagen werden de wegversperringen, zoals omgevallen bomen, boobytraps en landmijnen, die de opmars van de geallieerden moesten belemmeren, verwijderd. De Loenhoutseweg werd over een afstand van 2 km gevuld met logistieke voorraden, waaronder voedsel, munitie en andere benodigdheden. Deze logistieke eenheid vervulde een heel belangrijke rol in het ondersteunen van de geallieerde opmars.

## Aantal slachtoffers
Rond Hoogstraten werd enorm zwaar gevochten, met zware verliezen aan beide strijdende partijen.

Zuidflank: De Polar Bears leden alleen al 100 gesneuvelde soldaten bij de inname van het bruggenhoofd in Rijkevorsel, waarbij 150 slachtoffers bij de Duitsers. Bij de inname van het centrum verloren meer dan 50 Polar Bears het leven.

Oostflank: Tijdens de acht dagen durende strijd aan de oostflank begin oktober verloor de divisie van generaal Maczek dagelijks ongeveer 50 man (dood of gewond).

Westflank: Tijdens de opmars van de Timberwolves aan de westflank vanaf 25 oktober waren er dagelijks zo'n 100 slachtoffers (dood of gewond).
In de twee maanden van de bevrijding vielen er in Hoogstraten 38 burgerslachtoffers, terwijl Bobforce 8 man verloor op Hoogstraats grondgebied. De Duitse verliezen in Hoogstraten bedroegen 35 doden.